# Leptantennus pendulipes
Genre
Espèce
Synonymes
- Messoracarus pendulipes Berlese, 1916

Leptantennus pendulipes est une espèce d'acariens mesostigmates de la famille des Messoracaridae, la seule du genre Leptantennus.

## Distribution
Cette espèce se rencontre en Afrique de l'Est.

## Description
C'est un acarien myrmécophile.

## Publication originale
- Berlese, 1916 : Centuria prima di Acari nuovi. Redia, Giornale di entomologia, vol. 12, p. 19–67 (texte intégral).